# Marines (Val-d'Oise)
Marines é uma comuna francesa situada no departamento de Val-d'Oise na região da Ilha de França.

## Geografia

### Localização
Marines  está localizada no flanco sudoeste da colina-testemunha do Caillouet no coração do Vexin français, a 50 km a noroeste de Paris, entre o vale do Viosne e do Sausseron.
Suas comunas limítrofes são Chars, Neuilly-en-Vexin, Le Heaulme, Bréançon, Frémecourt, Santeuil e Brignancourt.

### Transportes
Marines está localizada ao longo da estrada departamental 915 entre Pontoise e Gisors. Este eixo ignora a cidade desde 12 de novembro de 2002.
Outras vias secundárias convergem para Marines:
- a estrada departamental 159 vindo de Santeuil
- a estrada departamental 64 vindo de Bréançon
- a estrada departamental 28 ligando Us e Neuilly-en-Vexin

A cidade é servida por duas linhas da rede de ônibus Busval d'Oise, as linhas 95.08 e 95.14.

## Toponímia
O nome da cidade vem de Marius, suivi du suffixe -ina, que indica a possessão, seja o domínio de Marius, seja dos Marignes, qui significariam talvez os pântanos. O nome da cidade provêm do nome de um homem chamado Marinus, que teria dado o nome feminino Marines. Se encontrava a comuna sob o nome de Marinæ em 1164.

## História
Se encontra os primeiros vestígios de ocupação do homem na aldeia de Hautiers.

### Idade Média
Marines apareceu apenas no início da Alta Idade Média, é apenas uma aldeia pobre, que vive na sombra da cidade vizinha de Chars, do que o esplendor da igreja de Saint-Sulpice , ainda refletindo a sua prosperidade de idade. Em 1250, Marines  tem apenas vinte e luzes, isto é, das famílias, e da aldeia de Hautiers em conta muito, enquanto Tanques representando trezentos e quarenta luzes. Os primeiros habitantes tinham-se estabelecido na Hautiers, no planalto de Caillouet, limitado a norte-leste pela antiga vila de Rosnel, a sul pelo de Hautiers, foi liberado para 1050 pelos monges do convento de Saint-Nicolas du Rosnel (na atual comuna de Bréançon), priorado dependente da abadia de Saint-Martin de Pontoise e fundada por Drogon du Rosnel. Estes monges obtidos, no final do século XII, parte do dízimo para o lugar chamado les Essarts. As encostas mais baixas do Caillouet, em seguida, são destacadas pela captura das fontes (Marguerite, Saint-Rémy...) e a drenagem dos pântanos (lugarejo de Les Glaises) ao longo dos riachos de la Lévrière e du Chesnel (hoje rue des Hautiers). Estes são os mesmos monges que estabeleceram, na primeira ondulação do Hautiers, um modesto oratório junto do ribeirão da fonte Sainte-Marguerite (agora seca) e da fonte Saint-Rémy.
Durante a segunda metade da Idade Média Central, e a primeira metade da Idade Média Tardia, o senhorio de Marines era muito poderoso.
Em 1435, durante os Guerra dos Cem Anos, os ingleses destruíram a igreja prioral que tinha sido abençoada por Eudes Rigaud em 1256 e destruíram a vila.

### Do Renascimento até o século XVIII
Uma nova igreja, sob o patrocínio de Saint Remi, foi erguida entre 1535 e 1562, no lugar daquela queimada pelos ingleses.
Em 1575, tornado conselheiro de Henrique IV, Adriano II Brosses (1547-1593) construiu um castelo composto de um corpo de logis central ladeado de 2 pavilhões e cobertas de ardósias.
O rei ficou no castelo de Marines em 10 de agosto e na noite de 11 de agosto de 1589 enquanto que com o seu exército, vindo de Poissy ele quis ir para Clermont. A última luta de afetar a área circundante em 1594. Após a morte da viúva de um dos filhos, o senhorio de Marines, acondicionados para venda em leilão: em 23 de agosto de 1603, Nicolas Brûlart de Sillery o comprou por 290 000 libras. Suas funções principais (primeiro guarda dos selos, embaixador dos Cantões suíços, chanceler da França, em 1607), fornecer os meios para continuar a reconstrução da igreja, que é anexado para a capela funerária Saint-Roch. Esta capela é uma brilhante peça de arquitetura como Sillery, ele foi destinado para a sua própria sepultura. A capela Saint-Roch (batizada no século XIX Sacré-Coeur), foi de apenas cinco metros de largura e uma altura de sete metros. Ela é feita de pedra dura de Chars; uma coluna no meio suporta o arco da cripta. As armas de Sillery (de gules, à banda de ouro, de uma trilha de sable acompanhada de cinco barris do mesmo) eras incluídas; elas foram raspados em 1880, depois refeitas em gesso em 1905. A porta chamada des Sillery existe em seu estado primitivo.
Em 1617, de Sillery doa a igreja de Marines aos Irmãos do Oratório onde a ordem foi fundada pelo cardeal Pierre de Bérulle. Em 1611, uma escola de teologia foi estabelecida. O chanceler de Sillery atribuiu ao Oratório, fora da receita do convento de Marines, uma pensão anual de 400 libras. Ele impôs aos Padres a obrigação de ensinar aos habitantes da paróquia a doutrina cristã.
De 1619 ao início de 1628, Marines foi uma escola de teologia muito famosa. Ele pára de funcionar porque era mais econômico para dar a instrução para os estudantes da congregação, no seminário de Paris. Durante este período, a escola de Marinha foi a mais ativa das escolas oratorianas.
Em 1659, os Sillery são forçados a vender o domínio ao Marechal François de Créquy, tenente-geral dos exércitos do rei Luís XIV e marechal da França. O parque do castelo é então criado sobre os planos de Le Nôtre. O marechal de Créquy é comprometido no processo Fouquet. Aliviado de seus fardos pelo rei, foi exilado em suas terras de Marines e morreu em fevereiro de 1687.
Madame de Créquy manteve a posse até 1714. Na sua morte, Thomas de Rivié, um amigo de François-Michel Le Tellier Louvois e grão-mestre das Águas e Florestas, fornecedor para as forças armadas, comprou o senhorio e realizou a captação das fontes e a primeira fonte na praça do castelo em 1728. O centro de Marines foi então profundamente transformado pelo novo traçado da estrada real adotado em 1745: a rue Dauphine (atualmente General de Gaulle) se tornou o eixo principal, longe da rue Vieille de Chars.
Anne Yvonette Ester Rivié, bisneta de Thomas, casou-se em 1749 com o conde Louis de Gouy d'Arsy vindo de uma antiga família da nobreza de Picardia e do Artois. Ele então se tornou senhor de Marines. Ele morreu em 1788, sem ter sido capaz de completar o deslocamento do mercado, place Dauphine (atualmente place du docteur Cesbron) e a criação de muitas vias retilíneas bordadas de árvores.

### O século XIX
O século XIX vê o papel de sede de cantão se afirmar. A justiça de paz, o registro, a polícia e a guarda nacional, a escola de meninas instalada em 1824 no convento dos beneditinos de Saint-Maur na estrada de Pontoise, a criação de uma bomba de incêndio e de um posto de correios em 1834 são a concretização deste papel local como desejado pelos Constituintes em 1790.
A criação da place de la Mairie no lugar de l'aître (o antigo cemitério) e a construção do novo edifício em 1842 são a expressão arquitetônica de sua época.
A economia ainda estava associada principalmente com a passagem e a função comercial: embora que os relés localizassem em Cormeilles e em Chars, a hotelaria atingiu o seu auge durante o Segundo Império (o Escudo da França, o Delfim, a Cruz Vermelha...).

## Geminação
Em 26 de abril de 2014, Marines é geminada com:
- Kington (Inglaterra) depois de 1979.

## Cultura e patrimônio

### Lugares e monumentos
A comuna tem dois edifícios inscritos ou classificados como monumentos históricos, um parque repertoriado no pré-inventário dos jardins notáveis, e dois elementos de mobiliário classificados monumento histórico no título de objeto.

#### Monumentos Históricos

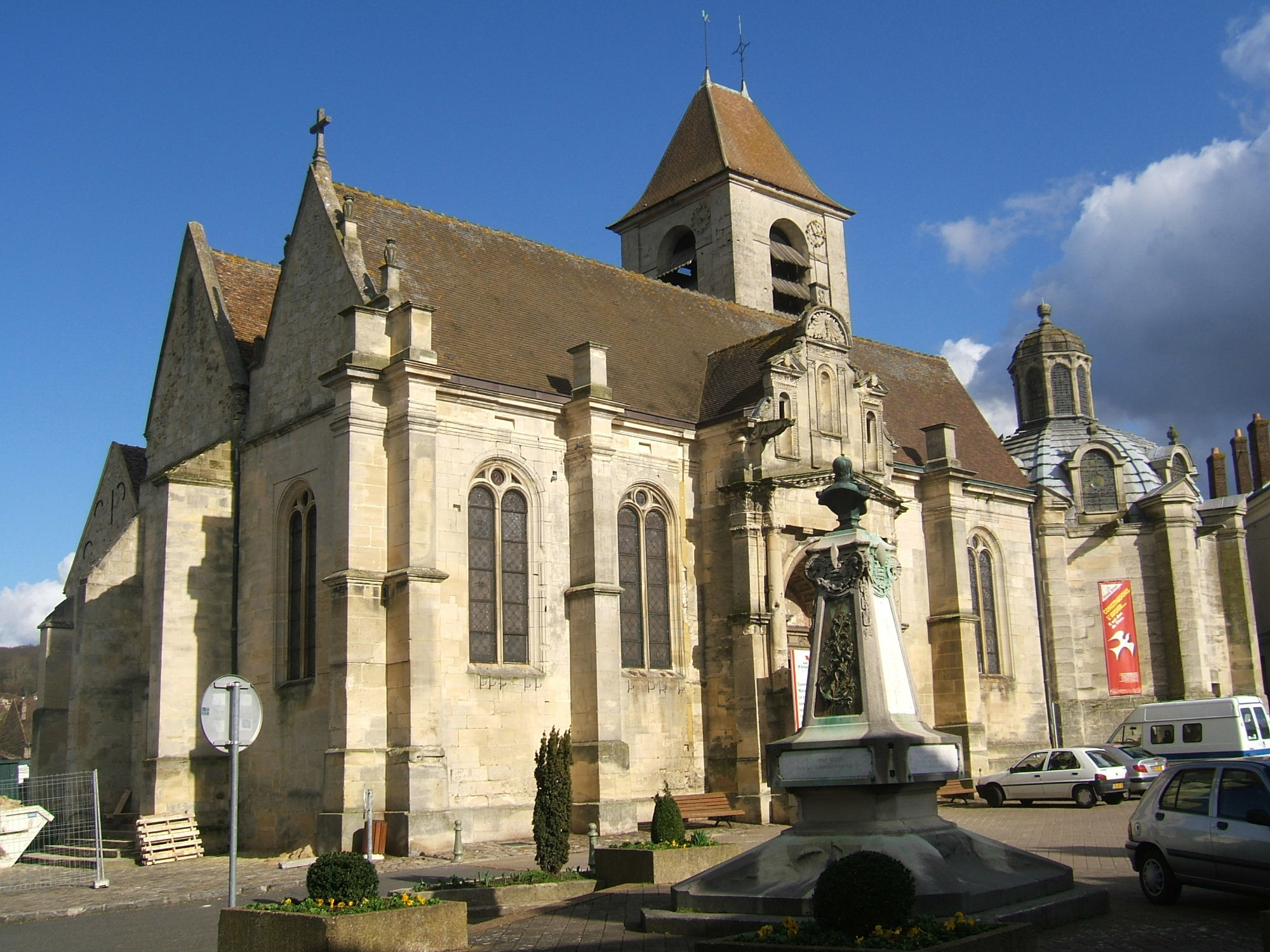
A igreja Saint-Rémi.

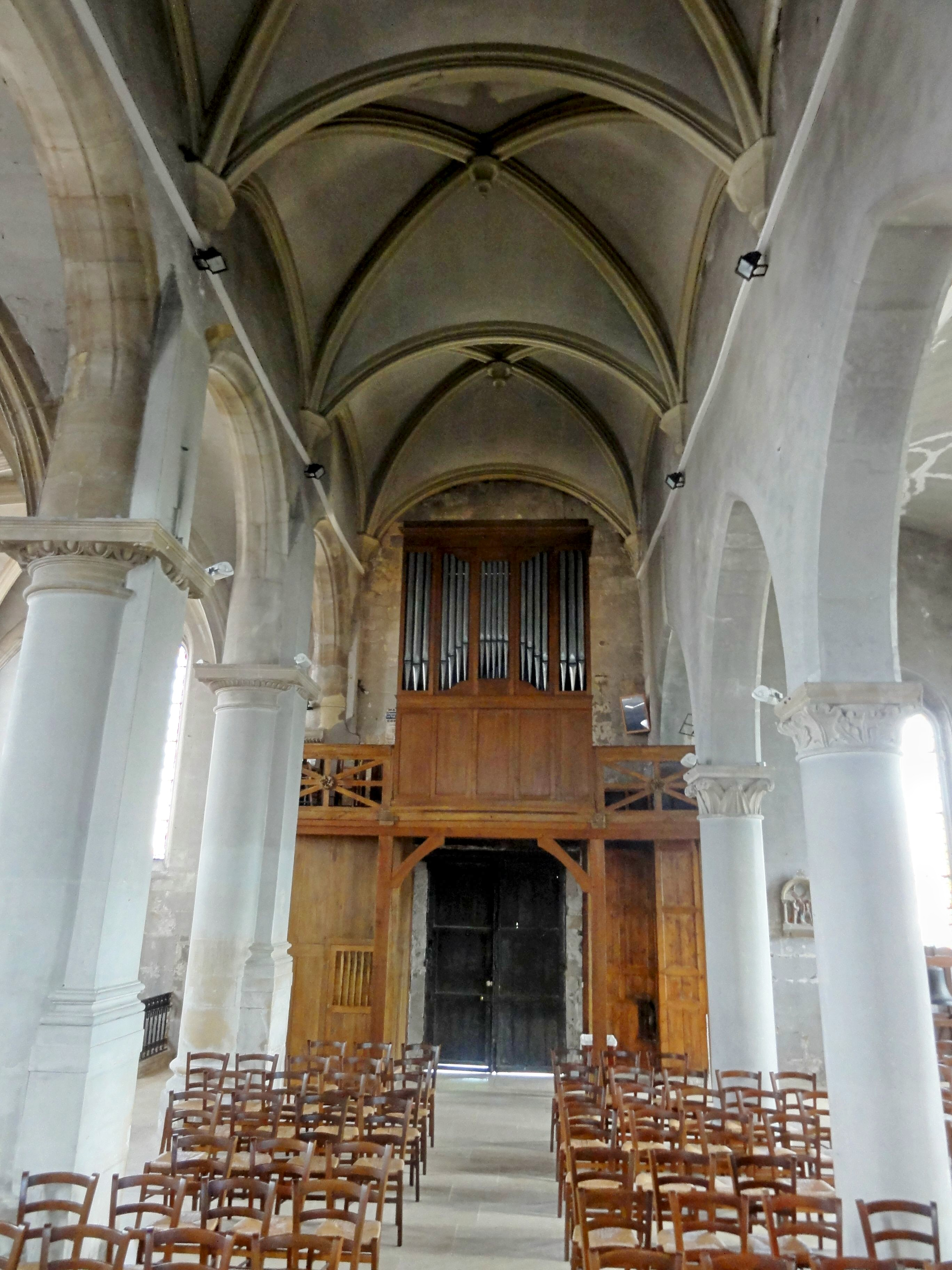
Nave, vista em direção ao oeste.

A igreja Saint-Remi é inscrita nos monumentos históricos desde 16 de junho de 1926, e a capela funerária anexa à igreja é classificada desde 19 de junho de 1981.

##### Castelo de Marines
Os tetos pintados de três quartos no primeiro andar do Castelo de Marines, coloque Amiral Ernest Peyron, são registrados para o 1984 de O primeiro parâmetro é necessário, mas foi fornecido incorretamente! de 9. O parque do castelo é repertoriado como sítio classificado.
O castelo foi construído durante o segundo quarto do século XVI pela família de Brosses. Ele consiste de um corpo de logis central ladeado por dois pavilhões são enormes, cobertas por alta telhados cobertos de ardósia. O castelo infelizmente tem sido brutalmente renovado no curso do século XX. Neste quadro, um edifício antigo possuindo uma torre redonda no telhado em torreta e dando diretamente para a praça tinha sido demolido.

#### Outros elementos do patrimônio

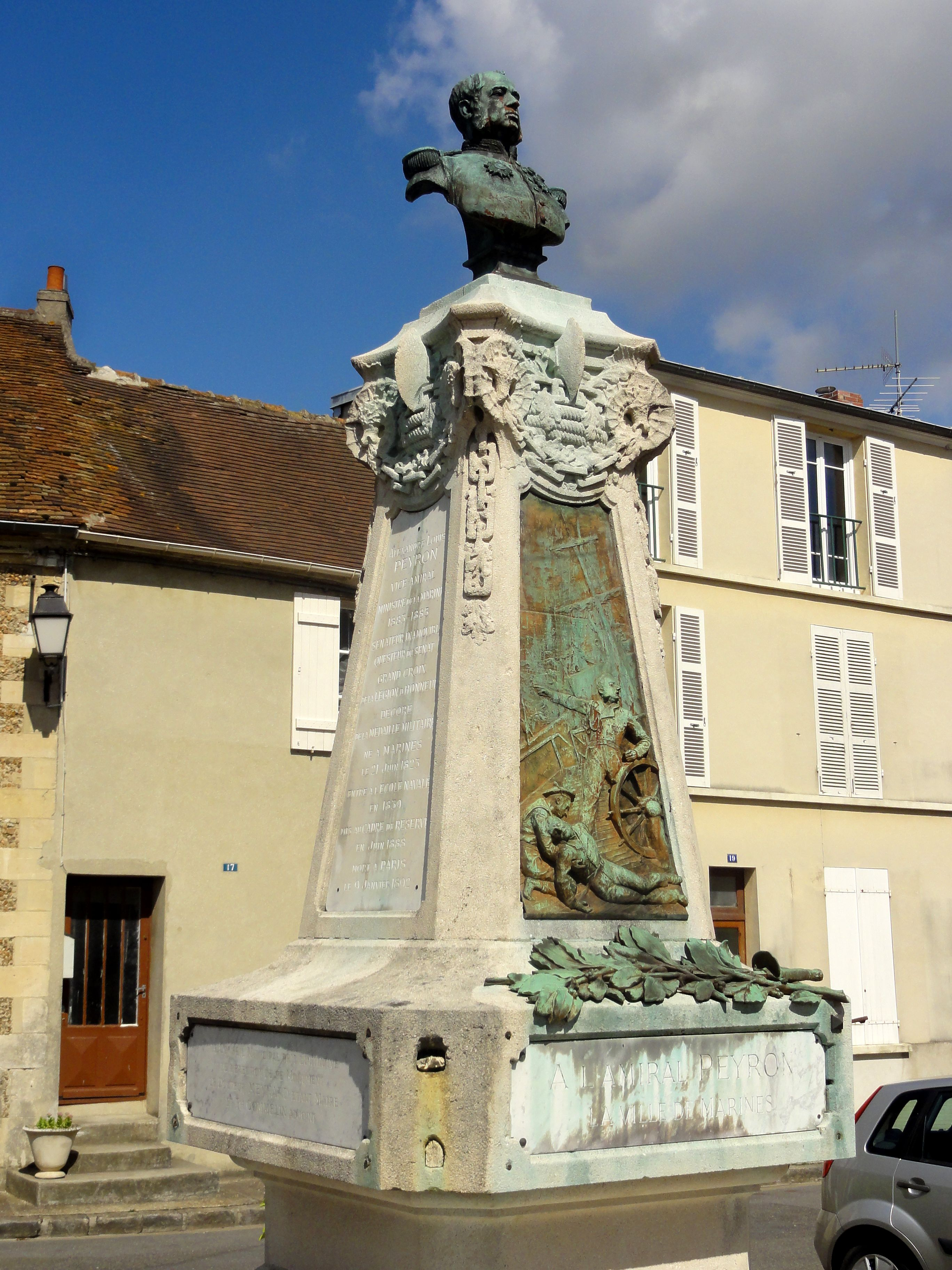
Monumento ao almirante Alexandre Peyron.

A fonte, place du general Leclerc, data de 1728 e foi até 1832 place du château. Uma fonte quase idêntica se encontra hoje na place du château (place Ernest-Peyron).
O monumento dedicado a Alexandre Peyron (1823-1892), place du général Leclerc, foi inaugurada por Armand Fallières, presidente do Senado o futuro presidente da República. O monumento mantém a memória do almirante nativo de Marines, também prefeito marítimo, ministro da Marinha e senador no curso de sua carreira.
O antigo convento do oratório foi construído por volta de 1618 por Clément Métezeau, arquiteto dos edifícios do rei, no local de um antigo priorado.
A estátua de Jean-Baptiste Cartry, na cour de l'hospice, rue de la croix des Vignes, foi construído no século XIX em honra da agricultura, cujo legado permitiu a construção de um novo prédio para acomodar os velhos agricultores que habitavam fazendas isoladas.
O pórtico de entrada do cemitério.
A antiga estação de Marines, rue André-Baleydier, foi inaugurada em 7 de novembro de 1891, com a inauguração da última seção da Ferrovia de interesse local Valmondois - Marines, de via métrica. Desde o fechamento da linha, o edifício de passageiros, com o seu mercado coberto acolhida e a entrega das máquinas são ocupados pelo direção departamental do Equipamento. A linha de Chars a Marines, de via normal, tinha outra estação de frente para a primeira.
A antiga parada de Marines, perto da antiga RN 15: a cidade foi mais diretamente servida pela estação de Marines-Halte, na linha de Chars. Seu edifício de passageiros tem sido reconvertido e hoje abriga o Centre Loisirs et Culture.
A estátua da Virgem, no povoado de Hautiers (rua Radégonde / rue du maréchal Foch), foi erguido em 1954, por ocasião do décimo aniversário da Libertação da cidade. A comunidade paroquial foi o desejo dos fiéis e do padre Joseph Constantin, curado-decano de 1937 a 1949, desejoso de mostrar sua gratidão à Virgem para proteção, em 1943 e 1944, quando a cidade de Marines foi poupada pelos inúmeros atentados a bomba e a destruição em massa da Segunda Guerra Mundial. O local escolhido é um ponto de vista notável na comuna.
A lavanderia de Hautiers (rua Radégonde) remonta a 1840, ele caiu em ruínas e depois foi totalmente reconstituído com materiais novos, salvo os pavimentos ao redor da bacia. Ele é alimentado pela fonte Saint-Rémy.

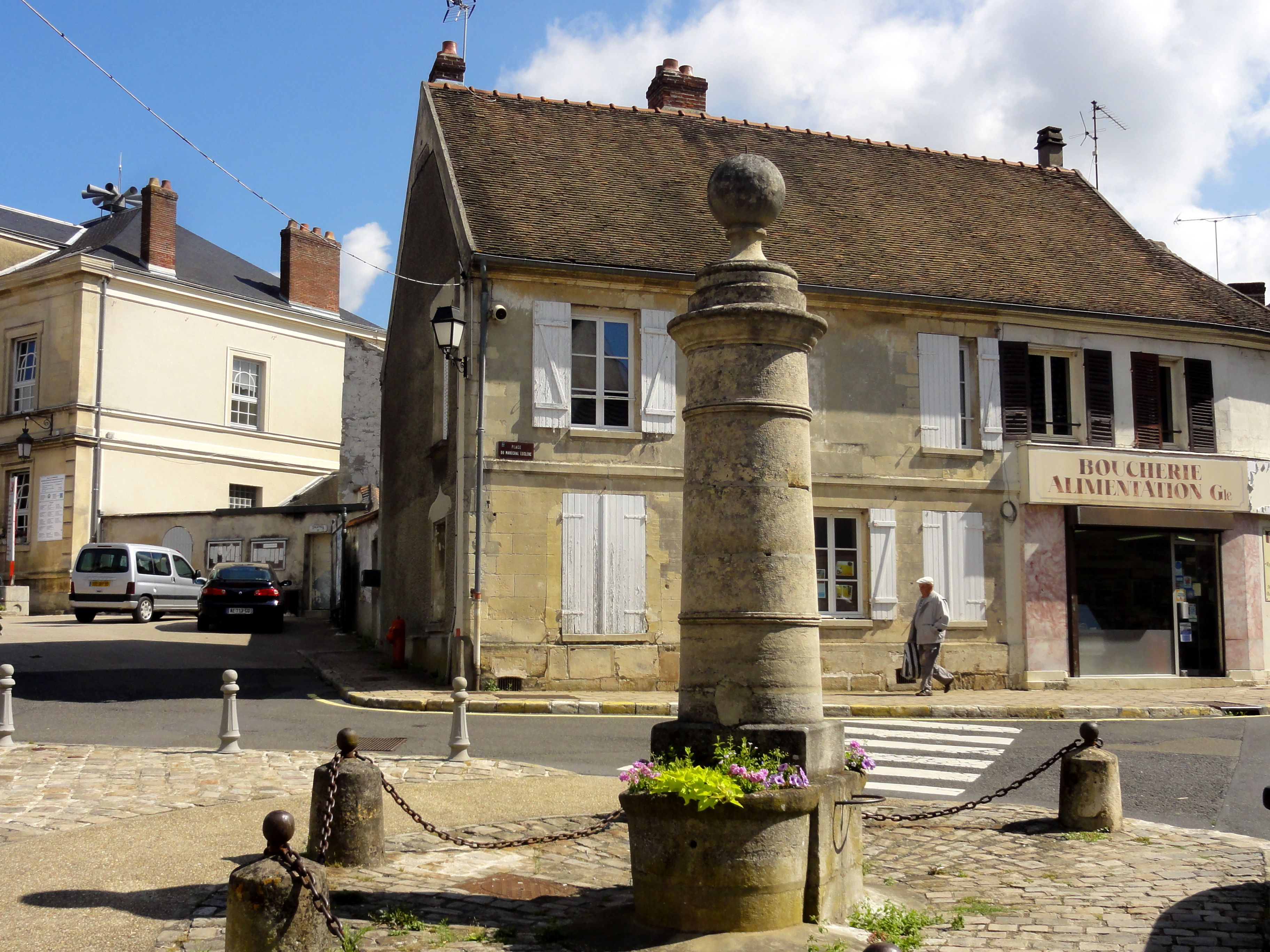
A fonte, place du general Leclerc.
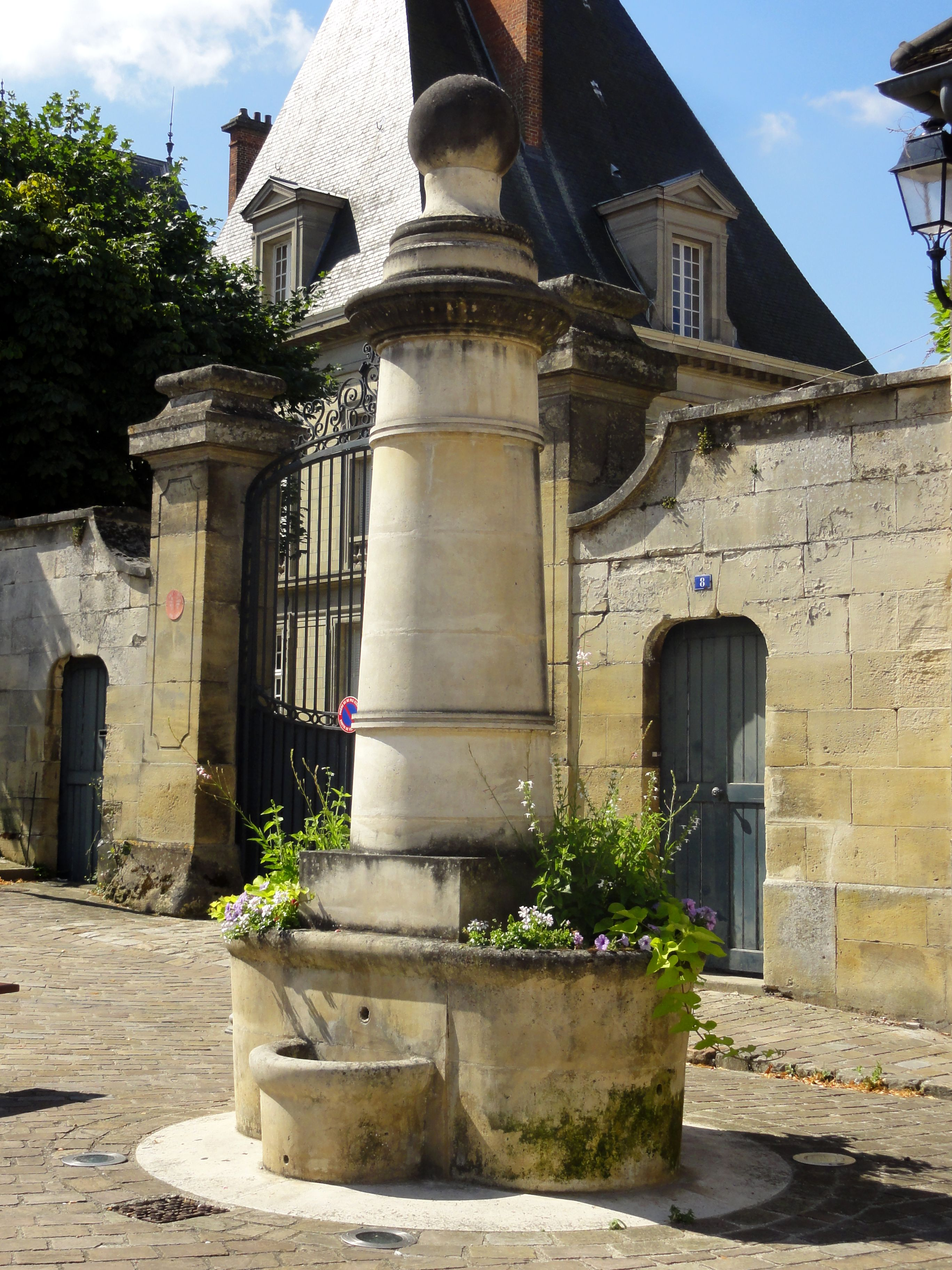
A fonte, place Ernest Peyron.
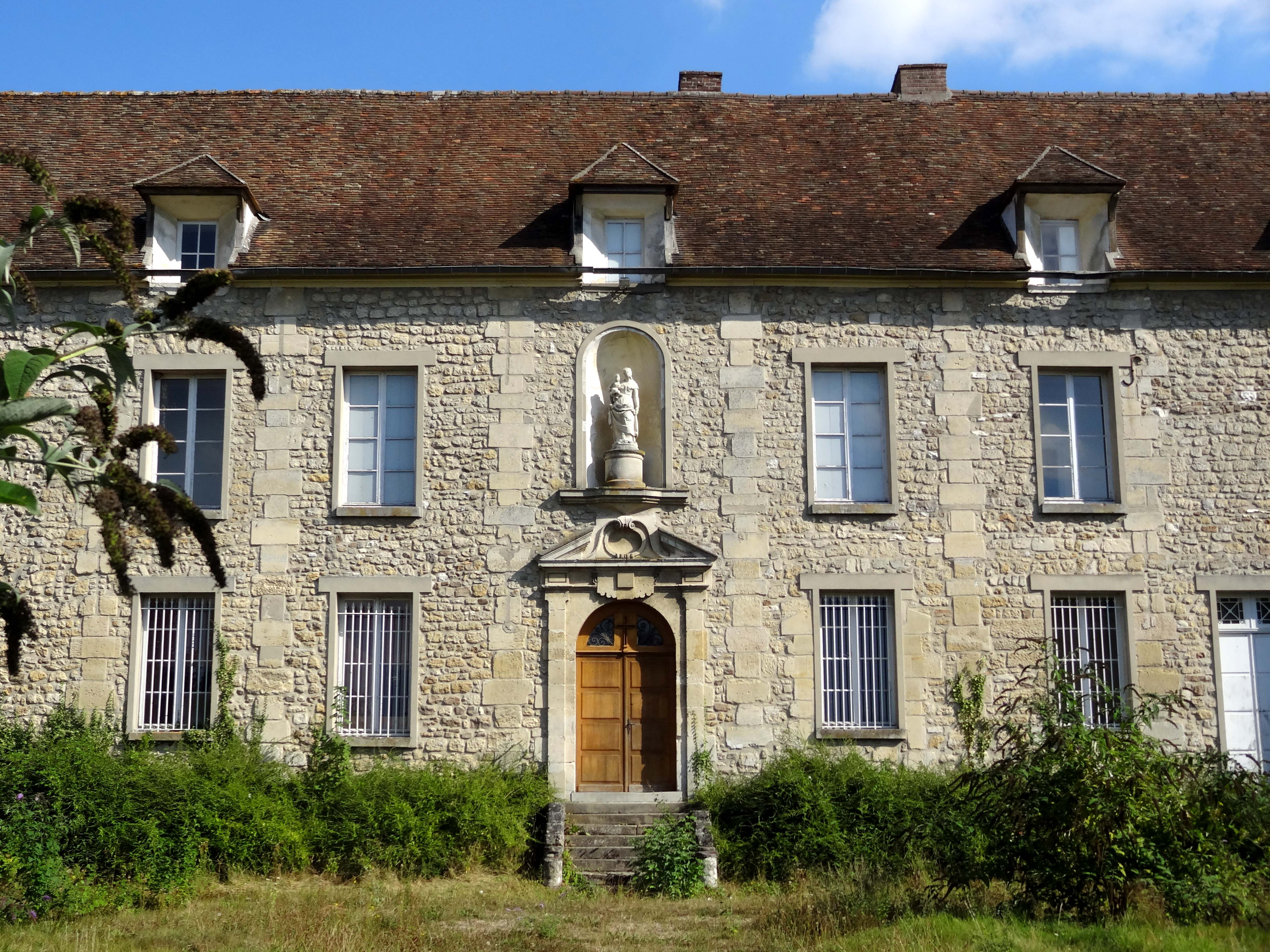
Antigo convento dos padres do Oratório.
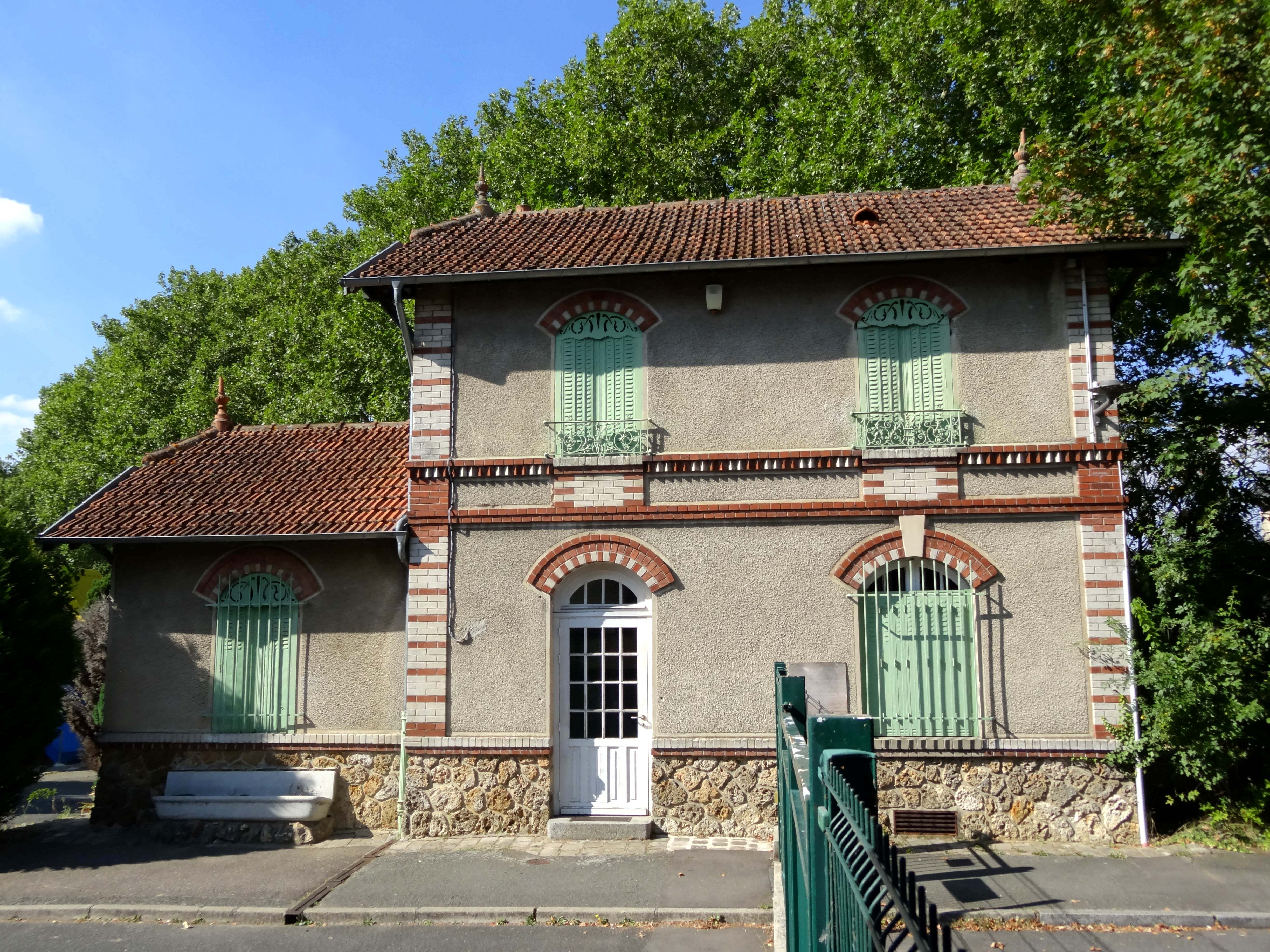
Antiga estação de Marines (Parada).
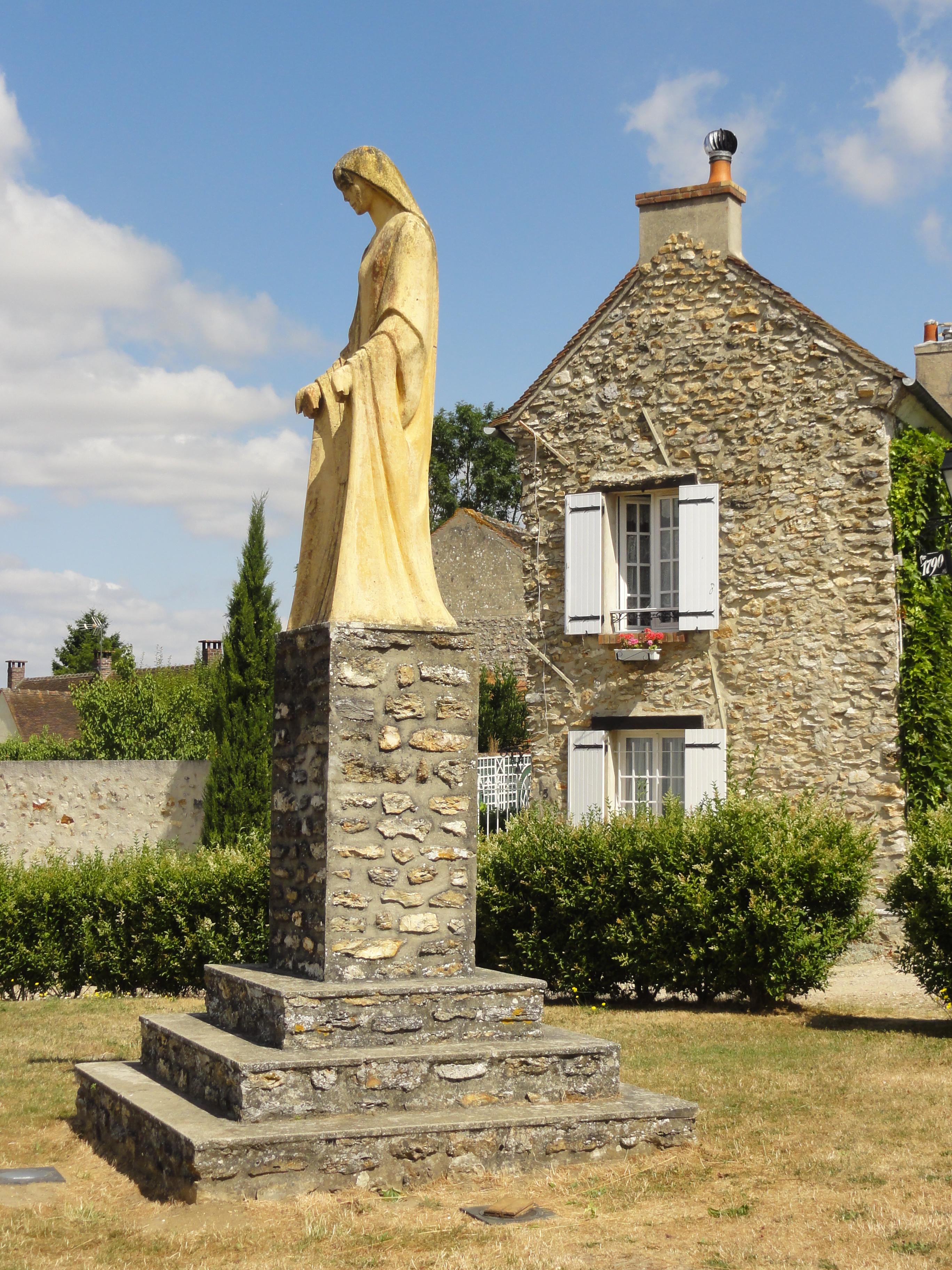
Estátua da Virgem, na aldeia de Hautiers.
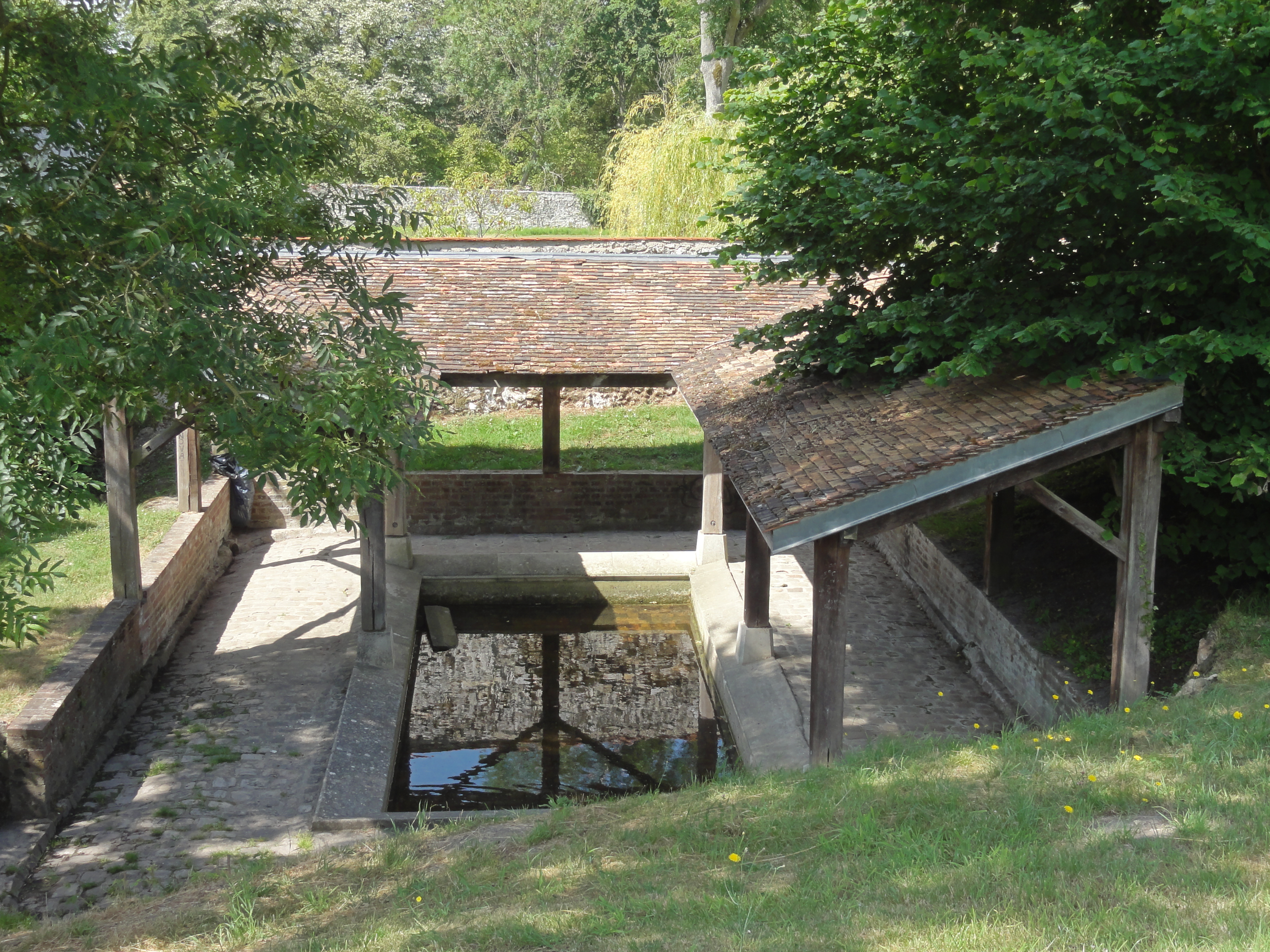
Lavandaria de Hautiers.

### Personalidades ligadas à comuna

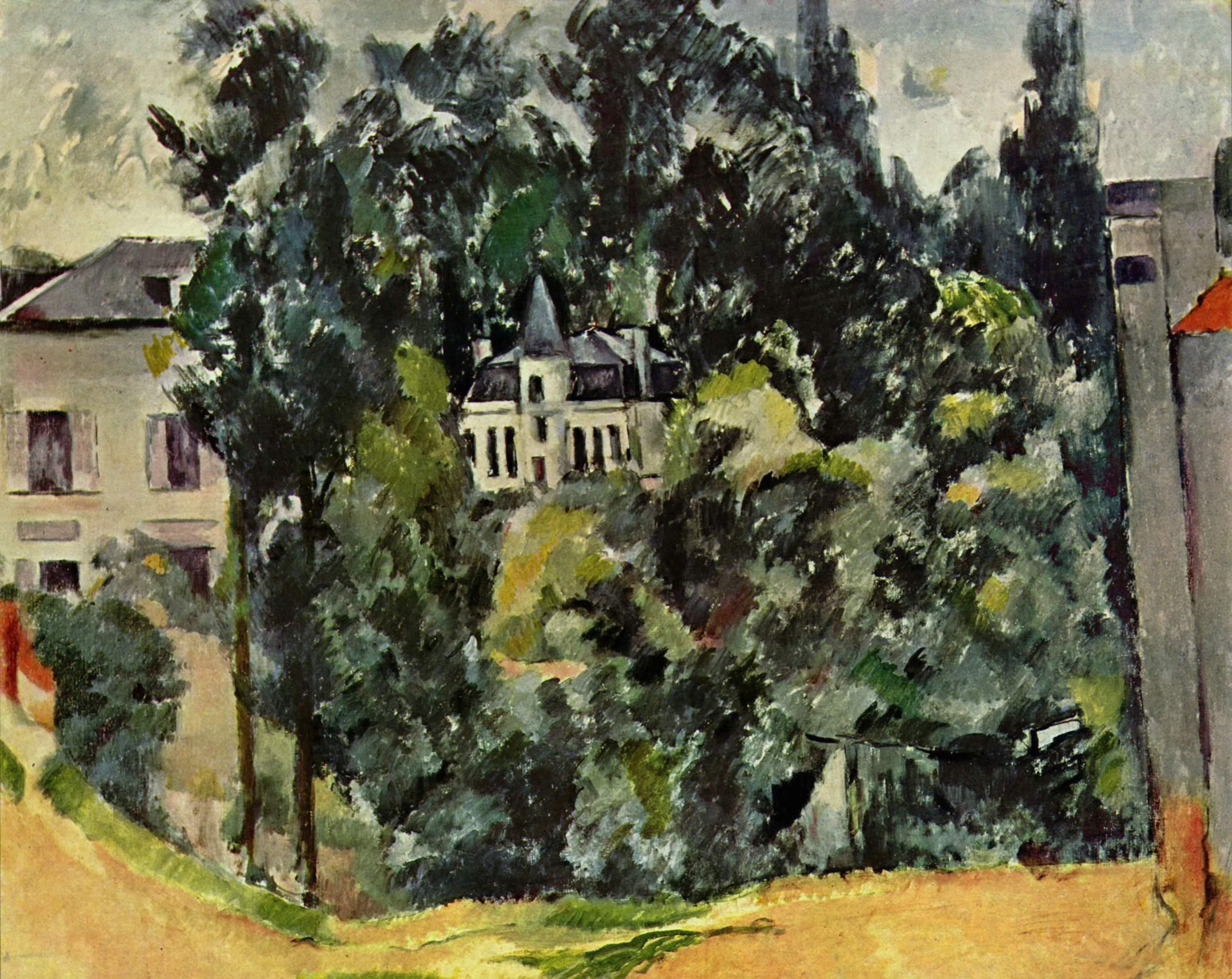
Château de Marines pintado por Paul Cézanne.

- Louis Bruslard de Sillery, militar.
- Nicolas Brûlart de Sillery (1544-1624), guarda dos Selos.
- Paul Cézanne encontrou inspiração para suas pinturas, em particular em Les Hautiers, e pintou uma tela do Castelo de Marines de 1889.
- Marechal Créquy, marquês de Marines.
- Alfred de Gouy, conde d'Arsy(1816-1859), deputado do Conselho geral de Sena e Oise, membro do poder legislativo, em 1852.
- Athanase de Gouy, conde d'Arsy (1785-1849), prefeito de Marines e um membro do Conselho geral de Sena e Oise.
- Louis de Gouy d'Arsy (1717-1790), afilhado de Luís XV, marechal dos campos e exércitos do rei, tenente-general do franceses Vexin.
- Louis-Marthe de Gouy d'Arsy (1753-1794), filho de Louis de Gouy d'Arsy, coronel dos dragões da rainha, deputado de Saint-Domingue nos Estados gerais. Em 1790, ele propôs a criação de assignats e escolheu Marines como sede de cantão. Ele foi guilhotinado na sequência da Conspiração das prisões.
- Nicolas Malebranche (1638-1715), sacerdote oratoriano e teólogo tem feito visitas frequentes ao convento de Marines.
- Eudes Rigaud, arcebispo de Ruão veio dedicar a igreja no dia 16 de julho, 1256 (sexto domingo depois de Pentecostes).
- Alexandre Louis François Peyron (1823-1892), oficial da marinha e político francês nascido em Marines.
- Jean-Jacques Rousseau veio herborizar em Marines no século XVIII.